# Dawu Youngstars FC
Dawu Youngstars FC – ghański klub piłkarski z siedzibą w Dawu. 

## Historia
Klub został założony w 1987. Przez 12 sezonów występował na poziomie pierwszej ligi (1990–2002).

### Historia występów w pierwszej lidze
| Sezon   | Liga                 | Miejsce | Uwagi  |
| ------- | -------------------- | ------- | ------ |
| 1990/91 | Ghana Premier League | 5.      |        |
| 1991/92 | Ghana Premier League | 5.      |        |
| 1992/93 | Ghana Premier League | 6.      |        |
| 1993/94 | Ghana Premier League | 8.      |        |
| 1994/95 | Ghana Premier League | 7.      |        |
| 1995/96 | Ghana Premier League | 6.      |        |
| 1996/97 | Ghana Premier League | 8.      |        |
| 1997/98 | Ghana Premier League | 4.      |        |
| 1999    | Ghana Premier League | 11.     |        |
| 2000    | Ghana Premier League | 13.     |        |
| 2001    | Ghana Premier League | 4.      |        |
| 2002    | Ghana Premier League | 15.     | spadek |

## Reprezentanci kraju grający w klubie
|  | - Felix Aboagye - Issah Ahmed - William Amamoo - Prince Koranteng Amoako - Nil Darko Ankrah - Oscar Laud |  | - Leonard Moffat - Abdul Ali Mumuni - Alex Nyarko - Kofi Owusu - Yaw Sakyi |